# Meijel

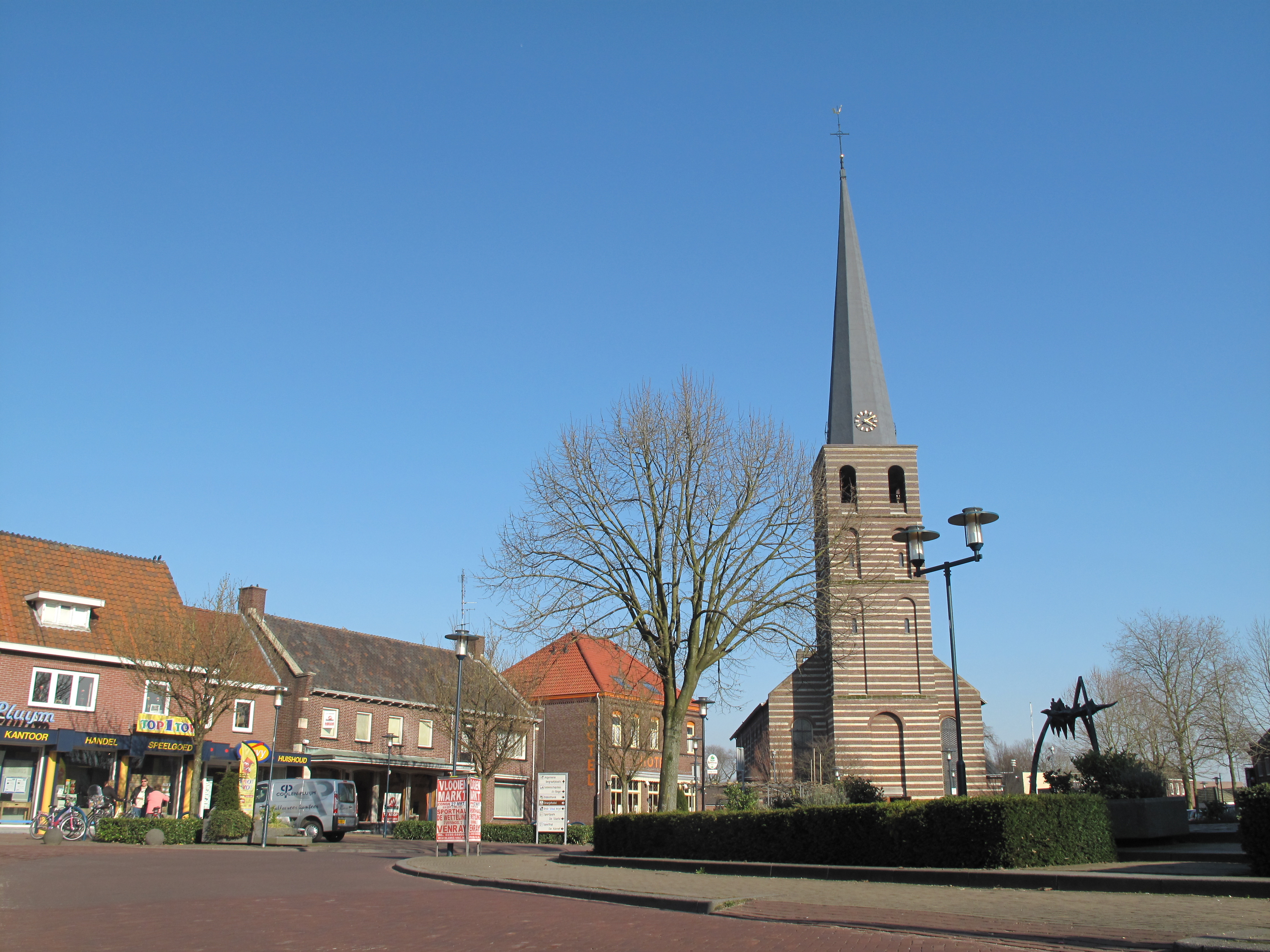
Meijel, Sint Nicolaaskerk in straatzicht

Meijel (uitspraakⓘ) (dialect: Mééls) is een kerkdorp en voormalige gemeente in Nederlands-Limburg. De plaats telt 6.495 inwoners (2023). Per 1 januari 2010 maakt Meijel deel uit van de gemeente Peel en Maas. 

## Naam
De toponymie is onzeker. Varianten zijn Meyele (1303), Meyel (1326, 1340), Meydel (1471), Meijel (16e eeuw), Meille (1597), Meyel (1665), Myl (1773), Meyel (1790) en het tegenwoordige Meijel (1899). Analoog aan het Gelderse Medel wordt een betekenis midden in het bos verondersteld, maar dit is twijfelachtig omdat de variant met een -d- alleen in 1471 voorkomt en misschien het gevolg is van hypercorrectie.

## Geschiedenis
Meijel heeft - naast zijn geïsoleerde ligging tussen moeras en Peel - ook politiek lang in een isolement gezeten. Terwijl buurgemeente Deurne wel tot de Generaliteitslanden behoorde, maakte Meijel daar geen deel van uit. Meijel hoorde bij het Overkwartier of Opper-Gelre en was dus achtereenvolgens Spaans en Oostenrijks (of 'Belgisch'). In de Franse tijd hoorde het ook bij het 'Belgisch' departement Nedermaas. De andere buurgemeente, Helden, behoorde tot Pruisisch Opper-Gelre. De genoemde twee buurgemeenten hebben eeuwenlang ruzie gemaakt over tussengelegen turfgronden, hoewel Brabanders en Limburgers (ook uit Helden) met elkaar huwden en zich in Meijel vestigden. Dit laatste resulteerde in een geheel eigen dialect, dat dichter bij de Brabantse peeldialecten ligt dan bij de Limburgse en ook veel overeenkomsten vertoont met het net over de Limburgs-Brabantse grens liggende Neerkant.
Meijel ligt tevens bij een van de weinige doorgangen door de Peel, aan de weg van 's-Hertogenbosch naar Keulen. Mogelijk gaat deze verbinding tot in de Romeinse tijd terug, toen de weg de belangrijke tempelplaats Empel met Keulen verbond. Langs deze weg zijn tal van Romeinse vondsten gedaan.

## Herindeling Noord-Limburg 2010
Op 10 maart 2009 besloot de Meijelse gemeenteraad met een kleine meerderheid (6-5) om voor een fusie met buurgemeenten Helden, Kessel en Maasbree te kiezen. Tijdens de extra raadsvergadering over de herindeling van Meijel stemde de fractie FWM-PvdA tegen fusie. Daarna hebben 4 leden van deze fractie te kennen gegeven per direct of op korte termijn hun raadslidmaatschap op te zeggen. De vier gemeenten vormen samen de gemeente Peel en Maas.

## Bezienswaardigheden
- Sint-Nicolaaskerk
- Kapelanie aan Kalisstraat 1, uit 1752. Bepleisterd in 1869.
- Voormalige noodkerk, aan Kerkstraat 8, uit 1947. Architect was Pierre Weegels. In 1956 in gebruik als gymnastieklokaal en tegenwoordig clubhuis. Heeft enkele reliëfs aan de ingangszijde.
- Sint-Antoniuskapel aan de Heuvel, uit 1952, op de plaats van een tijdens de Tweede Wereldoorlog verwoeste Antoniuskapel uit omstreeks 1650.
- Heilige-Familiekapel aan Aan de Kremmer, uit 1902, gerestaureerd in 1972 en 1980.
- Sint-Annakapel, aan Heufkesweg, uit 1768.
- Sint-Willibrordusput met grenssteen.
- Enkele kazematten van de Peel-Raamstelling, aan de Vossenberg ten westen van Meijel

## Natuur en landschap
Meijel ligt in de Peel met vooral ten zuidwesten van het dorp grootschalige ontginningen, op ongeveer 34 meter hoogte. Ten westen van het dorp ligt het Nationaal Park De Groote Peel. Onmiddellijk ten westen van het dorp ligt het Simonshoekse Bos (80 ha), in het noorden het Startebos (30 ha) met trimbaan en bijenpark. Ten oosten van Meijel lopen twee parallelle kanalen: Het Kanaal van Deurne en de Helenavaart, die ten zuiden van Meijel op de Noordervaart uitkomen. Van hier loopt het Afwateringskanaal Meijel-Neer aan de Maas in zuidoostelijke richting. Kanaal van Deurne en Helenavaart zijn tegenwoordig belangrijke natuurgebieden, waar onder meer de ijsvogel broedt.

## Gemeenteraad
De gemeenteraad bestond in 2009, voor de opheffing van de gemeente, uit 11 zetels:
- FWM/PvdA 5 zetels
- CDA 3 zetels
- VVD 2 zetels
- Volkspartij 1 zetel

## Bekende Meijelnaren

### Geboren
- Jeanine Daems (1980), wiskundige
- Johannes Gerardus (Gerrit) van Rijt (1870-1959), priester, voortrekker jeugdwelzijnszorg, amateurfotograaf[4]
- Leo Lucassen (1959), historicus
- Ed Janssen (1971), voormalig voetbalscheidsrechter

### Overleden
- Jan Truijen (1838-1919), burgemeester, politicus, lid van Provinciale Staten en Tweede Kamerlid

## Evenementen
Sinds 1976 organiseert de gelijknamige stichting de Fiets4daagse De Peel met een start- en finishplaats in Meijel. Dit evenement heeft inmiddels nationale bekendheid en trekt jaarlijks vele fietsliefhebbers.

## Nabijgelegen kernen
Beringe, Roggel, Ospeldijk, Heusden, Neerkant